# Pero Mafaldo
Pero Mafaldo fue un trovador o juglar del siglo XIII activo en la corte de Alfonso X.

## Biografía
Apenas se conservan datos biográficos. António Resende de Oliveira sostiene que era portugués, del linaje de los Mafaldo (familia noble del norte de Portugal) e hijo de Mem Pais Mafaldo. Sin embargo, el catedrático Vicenç Beltrán lo identifica con un juglar gallego asentado en Cataluña y documentado en 1249, 1265 y 1269.
Frecuentó la corte de Alfonso X y probablemente la corte aragonesa, al servicio del infante Pedro, donde entraría en contacto con el trovador Cerveri de Girona.
En 1265 aparece documentado un Pero Mafaldo en la corte del rey portugués Alfonso III, al servicio de Joao Peres de Aboim. Pudo establecerse en Santarém, donde tendría propiedades.   

## Obra
Se conservan 9 obras. Un sirventés moral, 4 cantigas de amor, 2 cantigas de amigo, 2 cantigas de escarnio y maldecir (a María Pérez A Balteira y a Pero d’Ambroa).